# 鉄道財団
鉄道財団（てつどうざいだん）とは、鉄道抵当法（明治38年法律第53号）に基づき、鉄道会社が抵当権の目的とするために鉄道施設の全部又は一部について設定するものである。すなわち、抵当権設定の目的となった鉄道施設群を指し、いわゆる財団法人を設立するわけではない。

## 概要
鉄道財団に属することのできる鉄道施設は、鉄道抵当法第3条によると次の通りである。
1. 鉄道線路、その他の鉄道用地及びその上にある工作物や器具機械
2. 工場、倉庫、発電所、変電所、配電所、事務所、宿舎その他工事や運輸に要する建物、その敷地、建物に附属する器具機械
3. 用水に関する工作物、その敷地、工作物に附属する器具機械
4. 鉄道用通信、信号または送電に要する工作物、その敷地、工作物に附属する器具機械
5. 前4号の工作物を所有しまたは使用するために他人の不動産に設定した地上権、登記済みの賃借権、地役権
6. 車両及び附属する器具機械
7. 保線その他の修繕に要する材料及び器具機械

この「鉄道財団」を担保として金融機関から融資を受けている。
鉄道財団の設定は国土交通大臣の認可が必要であり、官報をもって公示される。
鉄道財団は、国土交通大臣の認可により、拡張したり、分割したり、合併することができる。
鉄道事業法で、鉄道財団以外の方法による抵当権設定などは禁止されている。